# Herói folclórico

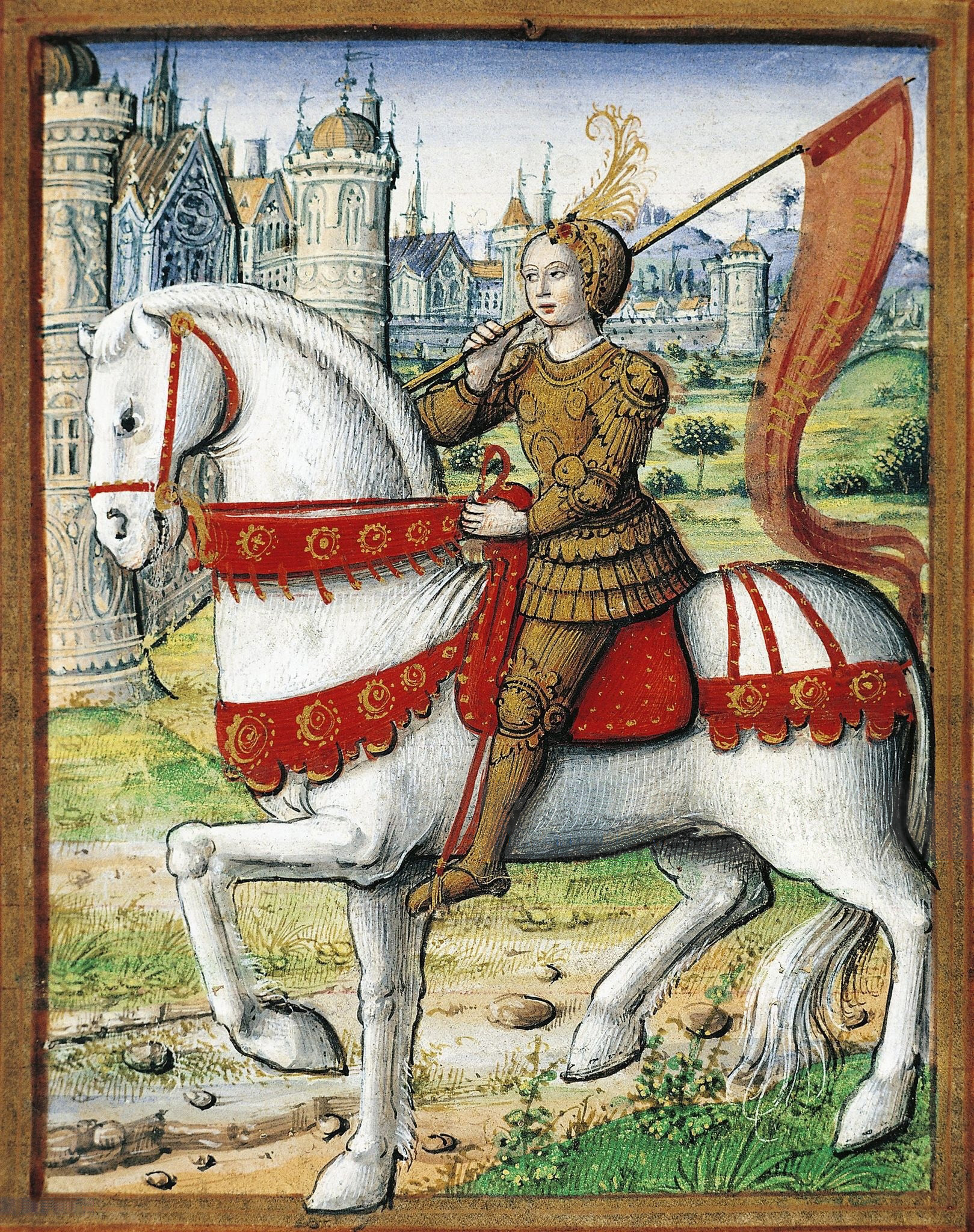
Joana d'Arc retratada em um cavalo em uma ilustração de um manuscrito de 1505. O mártir e santa Joana d'Arc é um herói nacional na França

Um herói popular, herói folclórico ou herói nacional é um tipo de herói - real, fictício ou mitológico - com nome, personalidade e atos incorporados à consciência popular de um povo, mencionado com frequência em canções folclóricas, contos folclóricos e outros folclores; e com status tropo moderno na literatura, arte e filmes.
Embora alguns heróis populares sejam figuras públicas históricas, muitos não são. A vida dos heróis populares é geralmente fictícia, suas características e ações muitas vezes exageradas a proporções míticas. O herói popular geralmente começa a vida como uma pessoa normal, mas é transformado em alguém extraordinário por eventos significativos da vida, muitas vezes em resposta à injustiça social e às vezes em resposta a desastres naturais.
Uma atribuição principal de herói popular é a defesa do povo comum contra a opressão ou a corrupção da estrutura de poder estabelecida. Os membros dessa categoria de herói popular frequentemente, mas não necessariamente, vivem fora da lei de alguma maneira.